# Dự án Iceworm
Dự án Iceworm là tên mật của một chương trình thí nghiệm bố trí vũ khí của Quân đội Hoa Kỳ trong cuộc Chiến tranh lạnh với Liên Xô. Dự án bắt đầu từ năm 1958 nhằm xây dựng 1 mạng lưới gồm phần lớn các vũ khí hạt nhân lưu động ở trong lòng núi băng lục địa ở đảo Greenland.
Dự án khởi sự bằng việc thiết lập Trại Thế kỷ (Camp Century) ở độ cao 2.000 m tại phần tây bắc đảo Greenland, cách Căn cứ Không quân Thule khoảng 200 km để nghiên cứu việc xây dựng 1 hệ thống đường hầm trong lòng núi băng dài tổng cộng khoảng 4.000 km, sâu 10 m trong 1 khu vực rộng khoảng 140 km²và bố trí khoảng 600 hỏa tiễn mang đầu đạn nguyên tử với khoảng 11.000 người phục vụ trong đường hầm đó. Các hỏa tiễn này có thể phóng tới Liên Xô trong trường hợp có chiến tranh hạt nhân. Vị trí của các hỏa tiễn này cũng dự trù lã sẽ được thay đổi định kỳ.
Người ta đã đào 21 đường hầm với chiều dài tổng cộng 3.000 m, trong đó có 1 bệnh viện, 1 cửa hàng, 1 rạp hát, 1 nhà thờ với khoảng 200 người cư ngụ. Từ năm 1960 tới 1963, điện sử dụng được cung cấp bởi lò phản ứng hạt nhân lưu động đầu tiên trên thế giới mang tên "Alco PM-2A" .
Tuy nhiên người ta đã khám phá ra rằng khối băng đó di chuyển mạnh hơn như đã dự trù và sẽ phá hư hệ thống đường hầm, do đó năm 1966 dự án này bị bãi bỏ.
Tuy nhiên dự án đó đã mang lại thông tin khoa học giá trị và cung cấp cho các nhà khoa học một số lõi băng (ice core) khoan ra, ngày nay vẫn còn được sử dụng trong ngành Khí hậu học.
Các lõi băng đó dùng để nghiên cứu nhằm thu thập thông tin về nhiệt độ và thành phần hóa học trong khí quyển cách đây trên 100.000 năm. Các nhà khoa học đồng ý là việc nghiên cứu lõi băng đã cho thấy việc thay đổi khí hậu có thể xảy ra đột ngột và nhanh (như mấy năm gần đây) và mức carbon dioxite trong bầu khí quyển hiện nay quá nhiều hơn mức trước kia.
Dự án Iceworm được tiết lộ lần đầu năm 1977, khi Viện chính sách đối ngoại Đan Mạch (Dansk Udenrigspolitisk Institut) đưa ra Bản báo cáo lớn về vai trò của Căn cứ Không quân Thule trong cuộc Chiến tranh lạnh.